# Église de Saint-Martin de Sossenac
L'église de Saint-Martin de Sossenac est une église romane en ruines située à Durfort-et-Saint-Martin-de-Sossenac dans le département du Gard en région Occitanie.

## Historique
L'église romane de Saint-Martin de Sossenac date du XIe siècle.
Elle fut ruinée deux fois par les huguenots : en 1562 et en 1703,.

## Architecture

### Structure et maçonneries
L'église est un édifice de petite taille, à nef unique et à chevet semi-circulaire, édifié en pierre de taille assemblée en appareil irrégulier et recouvert de tuile.

### Chevet
Saint-Martin de Sossenac possède un beau chevet de style roman lombard, hélas très endommagé.
Ce chevet, percé d'une fenêtre absidiale unique, est orné de bandes lombardes composées d'arcatures groupées par deux, reposant alternativement sur des modillons géométriques et sur des lésènes (pilastres sans base ni chapiteau) dont il ne reste plus que quelques blocs de pierre.
La jonction avec la nef est assurée par une courte travée de chœur, de même hauteur que le chevet, percée d'une fenêtre et de trous de boulin juste sous la toiture.

### Façade méridionale
La façade méridionale est percée d'une porte dont le tracé a été modifié au cours des siècles ainsi que de deux baies cintrées à simple ébrasement et aux piédroits harpés, qui laissent entrevoir l'état de désolation de la nef.
Elle est soutenue par deux puissants contreforts et présente de nombreux trous de boulin.

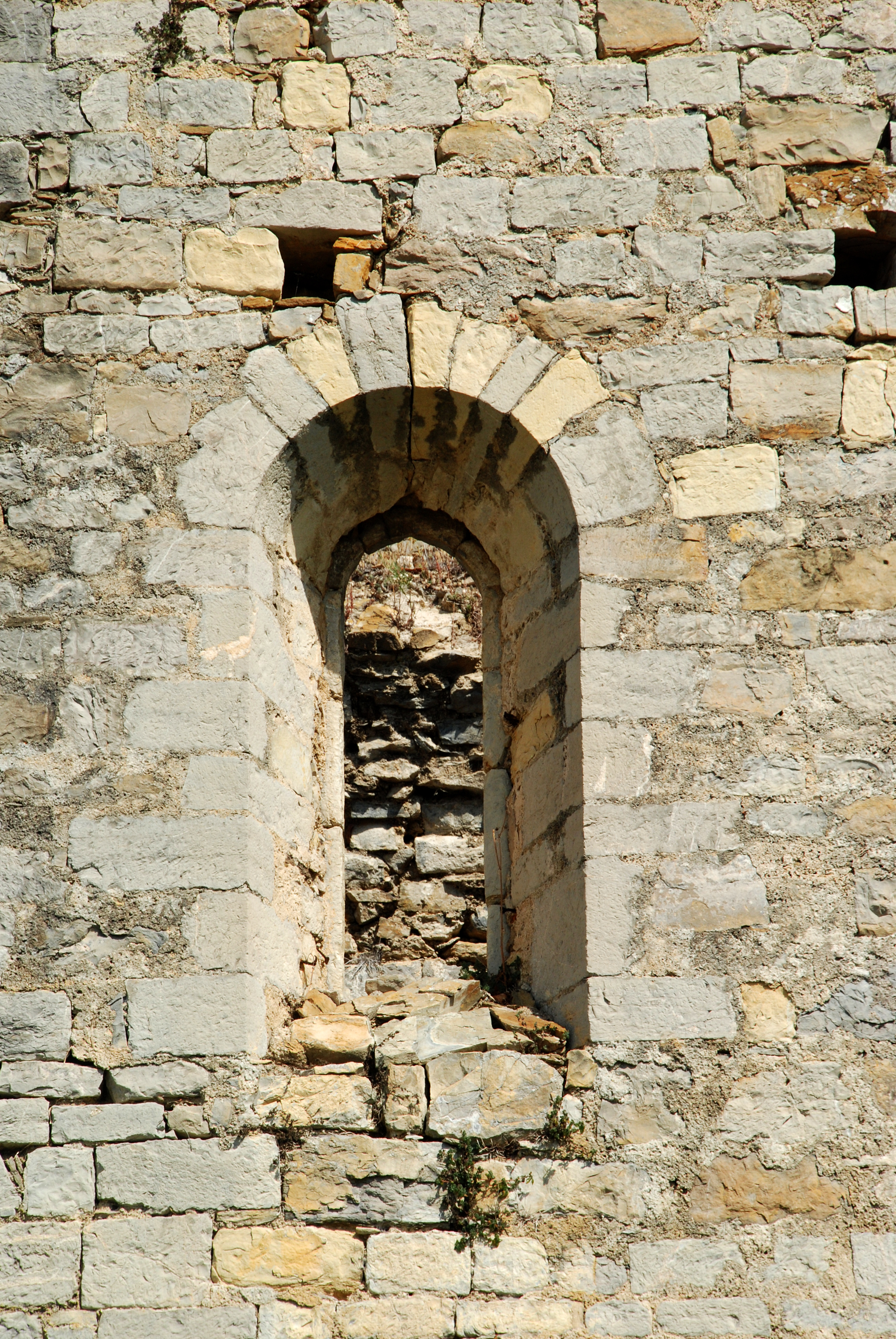
Fenêtre de la première travée de la nef.
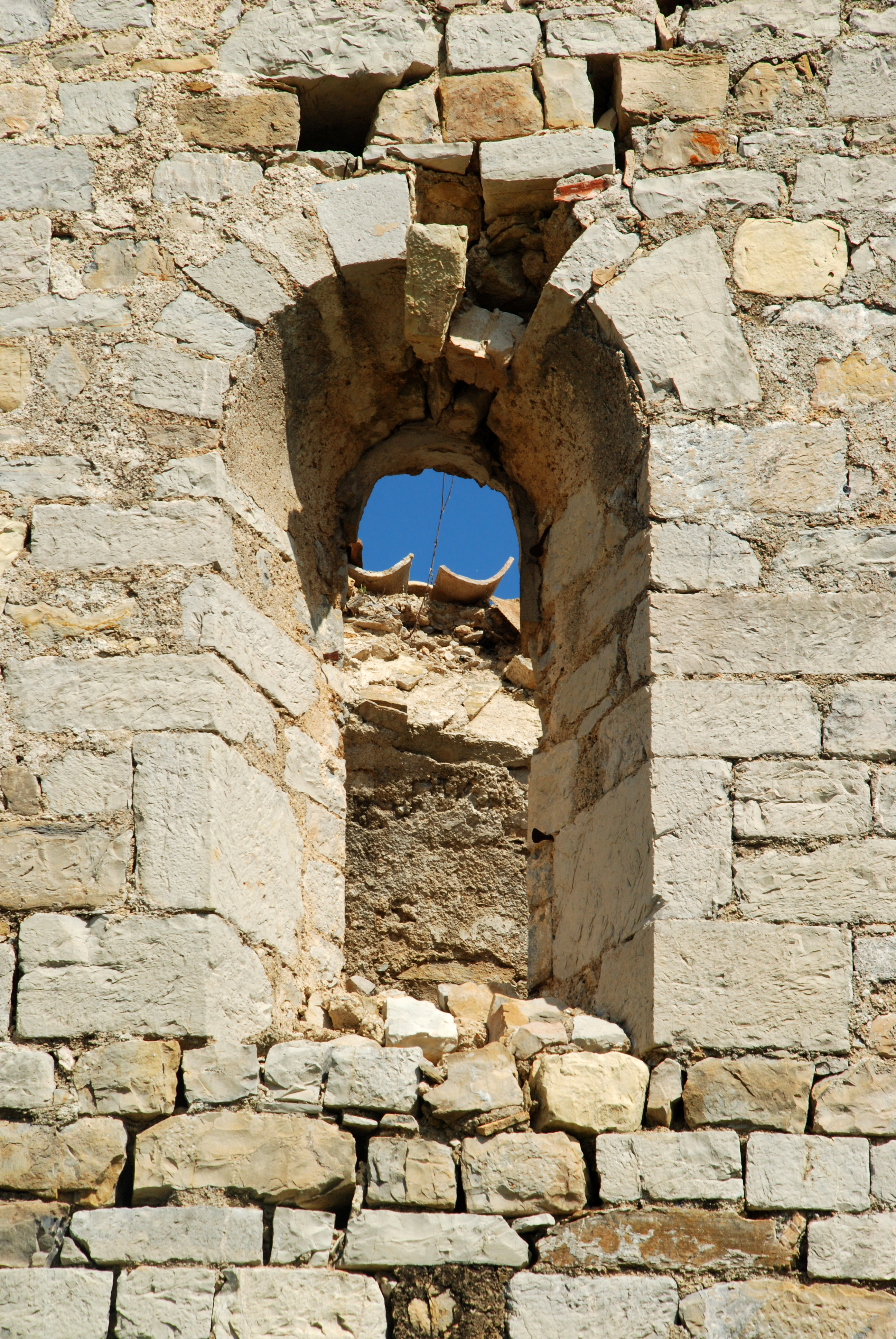
Fenêtre de la deuxième travée de la nef, laissant apparaître l'état de dégradation de la nef.
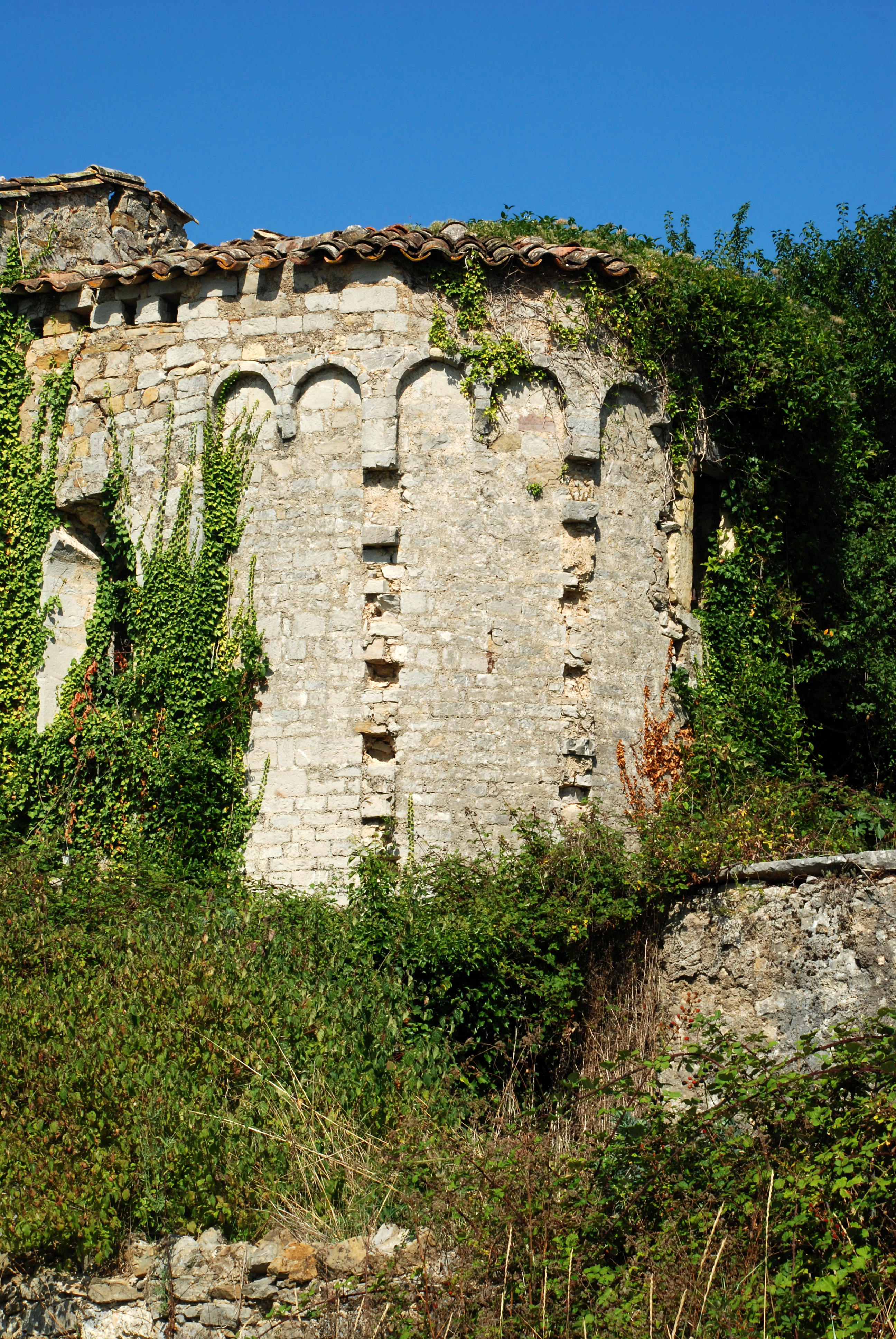
Le chevet.
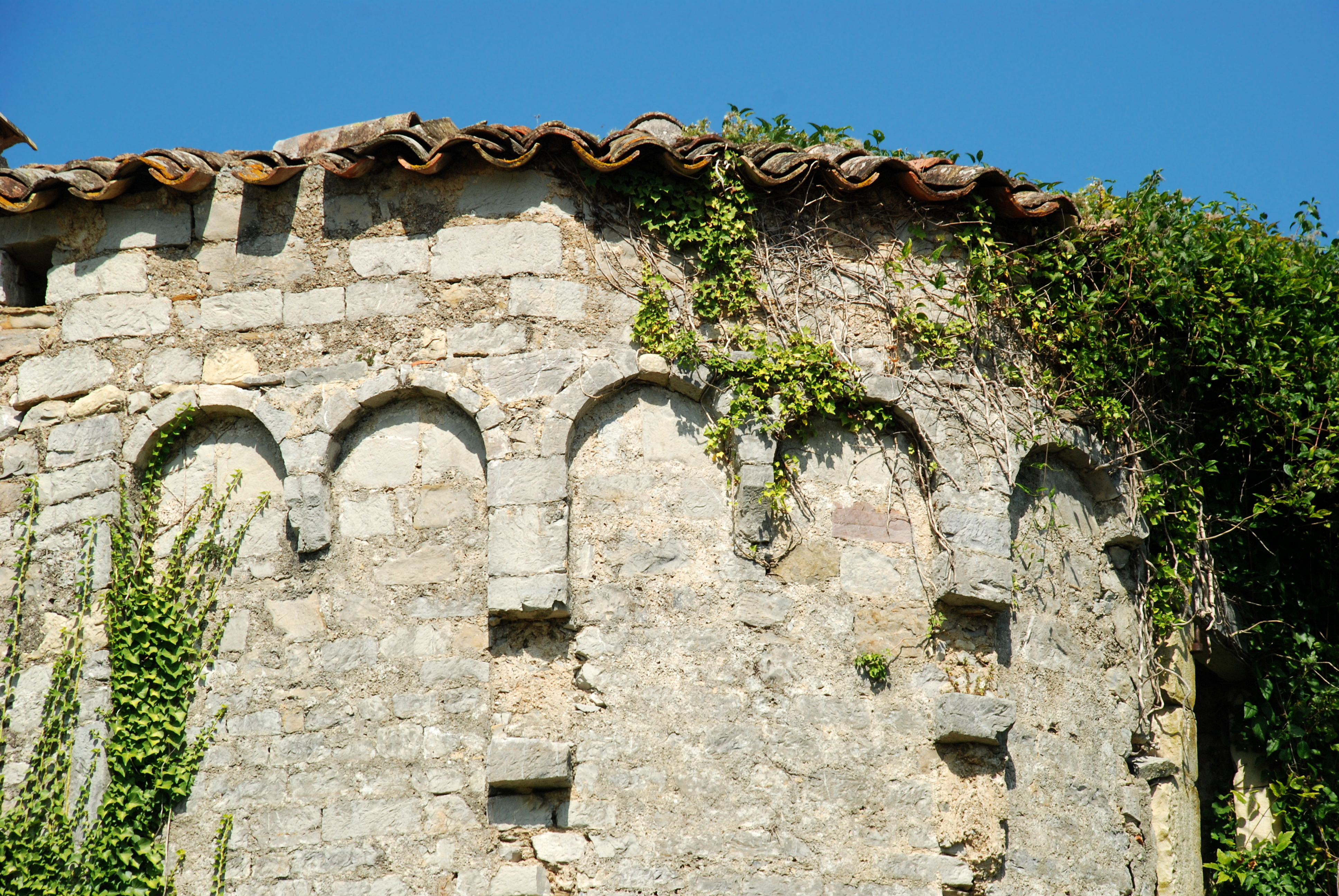
Arcatures du chevet et lésènes en ruines.